# Comuna Bascov, Argeș
Bascov (în trecut, Bascovu-Flești) este o comună în județul Argeș, Muntenia, România, formată din satele Bascov (reședința), Brăileni, Glâmbocu, Mica, Prislopu Mic, Schiau, Uiasca și Valea Ursului.

## Transport public
Linia 2 are capăt de linie la intrarea în localitate.
De asemenea, în Bascov circulă, din septembrie 2022, autobuzele 11 și 14, 11 având capăt de linie la Schiau Fermă (pe DN7C spre Curtea de Argeș), iar 14 având capăt de linie la ieșirea din Prislopu Mic, pe DN7C. Autobuzele circulă de luni până vineri între 05:20-23:50 (linia 14) și 05:30 (14)-19:20 (11) în weekend și în zilele de sărbătoare. Autobuzele folosite sunt cele ale Publitrans 2000 SA, cu precădere Solaris Urbino 12. Sunt amplasate 30 stații de autobuz, BAT Bascov deservind toate cele 3 linii, 2,11,14.

## Așezare
Comuna se află în centrul județului, pe malul drept al râului Argeș și pe malurile râului Bascov, la nord-vest de municipiul Pitești. Este străbătută de autostrada A1, care leagă Piteștiul de Curtea de Argeș, pe care este deservită de nodul Pitești Nord, de unde se iese pe șoseaua națională DN7, care leagă Piteștiul de Râmnicu Vâlcea. La Bascov, din acest drum se ramifică șoseaua națională DN7C, care duce spre nord la Sibiu, traversand municipiul Curtea de Arges si Munții Făgăraș. Tot din DN7, la Prislopu Mic se ramifică șoseaua județeană DJ704D, care duce spre sud-vest la Băbana. Prin comună trece și calea ferată Pitești-Curtea de Argeș, pe care este deservită de stația Bascov.
La nord-est de satul Bascov, râul Argeș formează Lacul Bascov, arie naturală de protecție specială avifaunistică.

## Toponimie
Bascov - toponim, care are la bază termenul de origine bulgară Bațco, la care se adaugă sufixul bulgăresc- ov. Antroponimul menționat anterior este atestat documentar în secolele XV - XVIII.
Brăileni - toponim colectiv, care are la bază un apelativ, semnificând locul de proveniență al unor locuitori (Brăila + sufixul - eni).
Glâmbocu - nume topic alcătuit din termenul slav globoku (adânc), reprezentând o însușire a reliefului așezării.
Mica - toponim ce indică faptul că așezarea este situată pe o suprafață redusă.
Prislopu Mic - nume topic ce este alcătuit pe baza apelativului prislop.
Schiau - toponim etnic, are la origine latinescul sclavus, sensul fiind de sclav.
Uiasca - toponim, care evidențiază caracteristicile atribuite unei proprietare de pământ, care s-a stabilit inițial în aria așezării.
Valea Ursului - toponim, care indică prezența animalului respectiv în zonă.

## Relief
Relieful comunei Bascov este format din câmpie (Lunca Argeșului), precum și dealuri, care au o altitudine de 200-300 m. Dealurile sunt străbătute de văi și gârle, care au ca direcție de curgere dinspre vest spre est și care își varsă apele în pârâul Bascov, iar apoi în râul Argeș. Pe dealurile comunei, datorită acțiunii de eroziune și transport, se află straturi groase de pietrișuri, bolovănișuri, precum și nisipuri aluvionare depuse peste depozitele Depresiunii Getice. 
Rețeaua hidrografică a comunei Bascov este reprezentată de râul Argeș, care curge din direcția nord-sud, având un debit de apă relativ constant. Pârâul Bascov, cum este denumit de locuitori, colectează apele pluviale, care se scurg în văile comunei, pârâul, având un debit care nu este constant, fiind mai mare in timpul primăverii, după ce se topește zăpada, iar în anii ploioși, chiar și toamna.

## Clima
Clima comunei Bascov este apreciată ca fiind excesiv-continentală, cu primăveri răcoroase, toamne destul de călduroase și lungi, iar verile sunt în general călduroase și sub-umede. În timpul iernii se înregistrează foarte mari contraste, existând mase de aer polar din nord și nord-est, cu înghețuri uscate, precum și temperaturi destul de scăzute noaptea și dimineața.

## Demografie
Componența etnică a comunei Bascov
     Români (89,19%)
     Alte etnii (1,06%)
     Necunoscută (9,75%)
Componența confesională a comunei Bascov
     Ortodocși (88,35%)
     Alte religii (0,95%)
     Necunoscută (10,7%)
Conform recensământului efectuat în 2021, populația comunei Bascov se ridică la 11.151 de locuitori, în creștere față de recensământul anterior din 2011, când fuseseră înregistrați 10.218 locuitori. Majoritatea locuitorilor sunt români (89,19%), iar pentru 9,75% nu se cunoaște apartenența etnică. Din punct de vedere confesional, majoritatea locuitorilor sunt ortodocși (88,35%), iar pentru 10,7% nu se cunoaște apartenența confesională.

## Politică și administrație
Comuna Bascov este administrată de un primar și un consiliu local compus din 17 consilieri. Primarul, Gheorghe Stancu[*], de la Partidul Social Democrat, este în funcție din 1996. Începând cu alegerile locale din 2024, consiliul local are următoarea componență pe partide politice:
|  | Partid                          | Consilieri | Componența Consiliului | Componența Consiliului | Componența Consiliului | Componența Consiliului | Componența Consiliului | Componența Consiliului | Componența Consiliului | Componența Consiliului |
|  | ------------------------------- | ---------- | ---------------------- | ---------------------- | ---------------------- | ---------------------- | ---------------------- | ---------------------- | ---------------------- | ---------------------- |
|  | Partidul Social Democrat        | 8          |                        |                        |                        |                        |                        |                        |                        |                        |
|  | Partidul Național Liberal       | 3          |                        |                        |                        |                        |                        |                        |                        |                        |
|  | Uniunea Salvați România         | 3          |                        |                        |                        |                        |                        |                        |                        |                        |
|  | Alianța pentru Unirea Românilor | 3          |                        |                        |                        |                        |                        |                        |                        |                        |

## Istorie
La sfârșitul secolului al XIX-lea, comuna era reședința plășii Pitești a județului Argeș și era formată din satele Brăileni-Animoasa, Florea, Glâmbocu-Flești, Mica, Păisești, Rotărești, Sorești, Stejăretu, Uiasca și Valea Ursului, având în total 1685 de locuitori ce trăiau în 480 de case. În perimetrul comunei Bascov, găsim și cea mai veche așezare, atestată pentru prima oară în scris în anul 1421, sub denumirea de satul Bațcov. După o perioadă de șapte ani, adică în anul 1428, el apare sub denumirea de Bascov, într-un act dat de voievodul Dan al II-lea, prin care se împroprietărește numitul Dragomir cu mai multe proprietăți din zonă. În perioada campaniilor la care au participat trupele române din anii 1877-1878, 1916-1919 și 1941-1945, au căzut la datorie 160 de luptători, din care 8, în timpul Războiului de Independență, 103 ostași în timpul Războiului de Reîntregire Națională și 49 în cel de- al Doilea Război Mondial.  Existau în comună două biserici și o școală rurală. Anuarul Socec din 1925 consemnează comuna cu numele de Bascov, ca reședință a plășii Bascov din același județ, având 2480 de locuitori în satele Brăileni, Glâmbocu, Mica, Neașca, Păisești, Rotărești (reședința), Stejaretu și Valea Ursului și în cătunul Floarea.
În 1950, comuna a fost arondată orașului regional Pitești, reședința regiunii Argeș. În 1968, a devenit comună suburbană a municipiului Pitești. În 1989, s-a renunțat la conceptul de comună suburbană, comuna fiind subordonată direct județului Argeș. Din documentele istorice, aflăm că în vara anului 1428, localitatea apare consemnată cu denumirea de Bascov, printr-un act emis de voievodul Dan al II- lea, prin care se întărește numitul Dragomir cu mai multe proprietăți din zonă. În timpul campaniilor desfășurate de trupele române între anii 1877-1878, 1916-1919, precum și între anii 1941-1945, au căzut la datorie un număr de 160 de luptători, 8 eroi în Războiul de Independență, 103 eroi în timpul Războiului de Reîntregire Națională și 49 eroi în cel de-al Doilea Război Mondial.

## Specific arhitectural
Construcțiile specifice zonei din perioada de început a secolului XX, erau în format monocelular, având denumirea de „odăi”, sau în format bicameral, la intrare existând o încăpere, care era prevăzută cu horn. Pentru realizarea construcțiilor, se utiliza ca material lemnul existent în pădurile de foioase din aproprierea localității. În prezent, Bascovul este racordat la procesul de urbanizare, prin înființarea unui centru civic, care are o arhitectură modernă, cu influențe tradiționale, cum ar fi: frontoane inspirate din foișoarele vechilor case țărănești, precum și acoperișurile în pantă.

## Monumente istorice

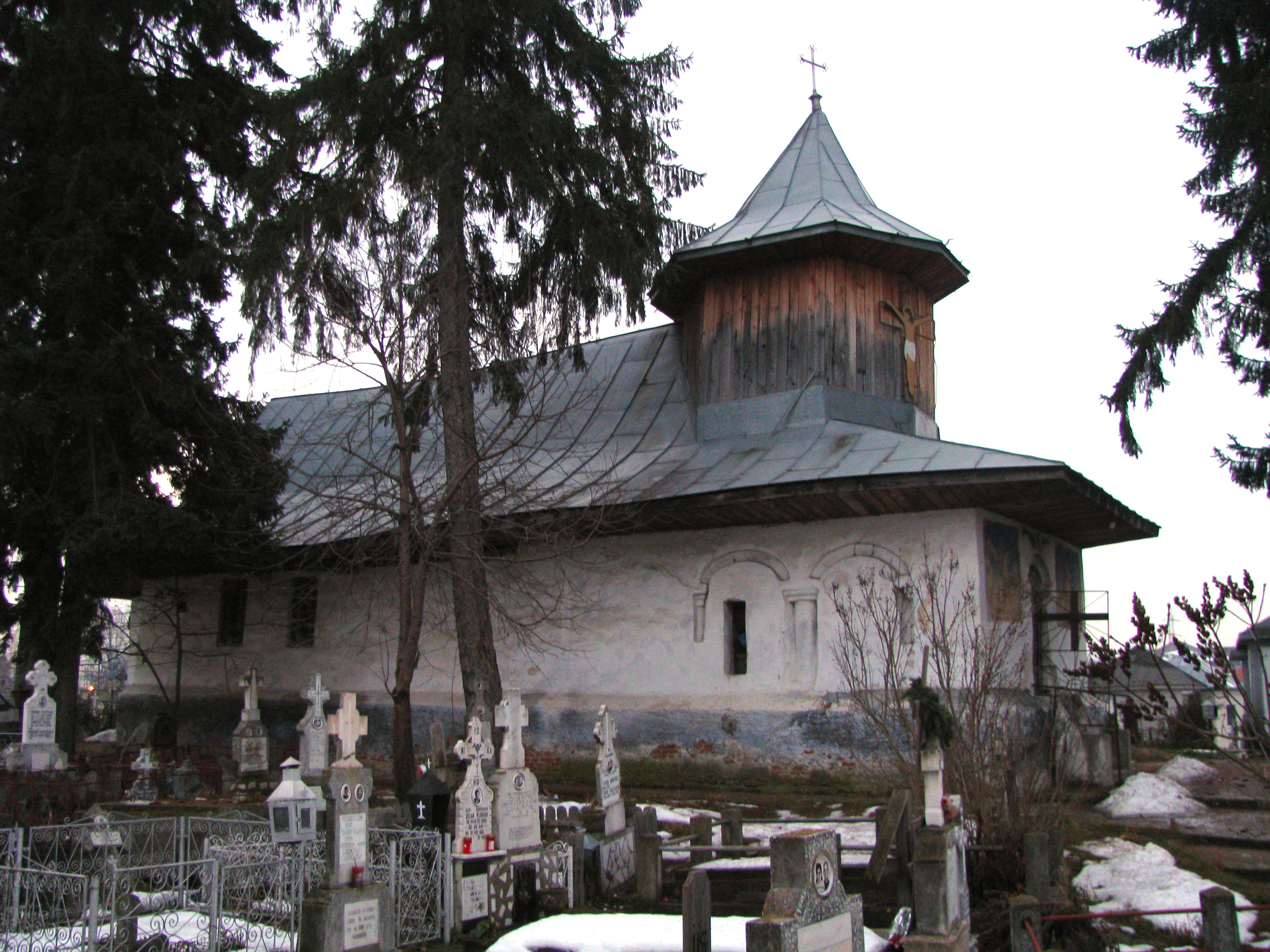
Biserica de lemn „Sfântul Mucenic Sfântul Gheorghe” din Bascov, monument istoric

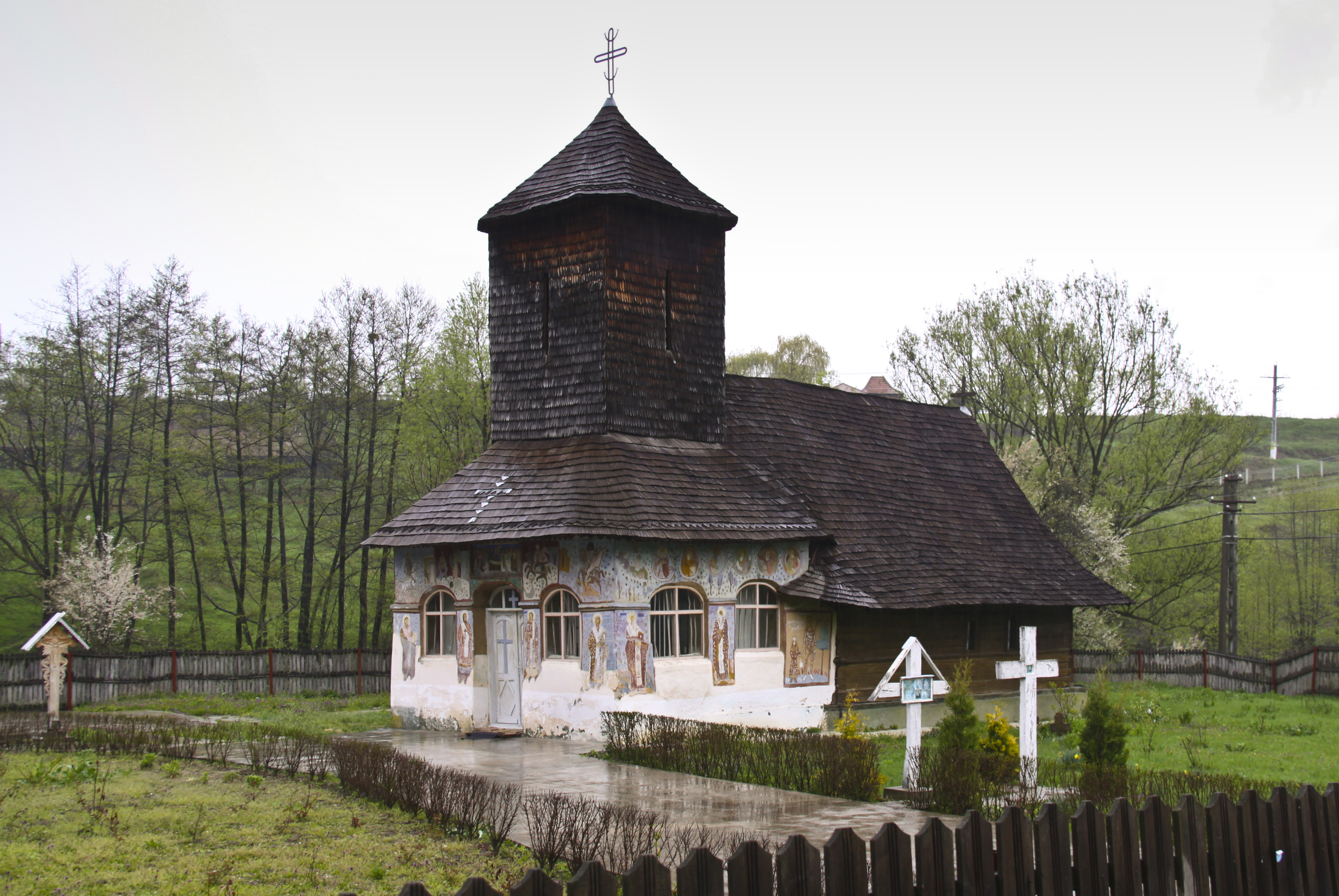
Biserica de lemn „Adormirea Maicii Domnului” din Glâmbocu, monument istoric

În comuna Bascov se află bisericile de lemn „Sfântul Gheorghe” (prima jumătate a secolului al XVIII-lea) din Bascov și „Adormirea Maicii Domnului” (1795) din Glâmbocu, monumente istorice de arhitectură de interes național. Biserica „Sfântul Gheorghe” a fost ridicată între anii 1730-1750, de către Martin Buliga din Pitești. Inițial, biserica prezenta un plan dreptunghiular, având o absidă poligonală pe latura vestică a acesteia, compartimentele de ritual, fiind separate prin ziduri de cărămidă. Lăcașul de cult a fost refăcut succesiv, în anii 1875, 1939, 1942 și 1971. În secolul al XIX-lea, biserica a fost extinsă, prin construirea unui pridvor deschis. Pictura murală a lăcașului de cult, realizată în frescă de către un zugrav anonim s-a conservat pe tâmplă, iar în pridvorul bisericii, se păstrează o pictură din anul 1875, realizată de către zugravii Apostol Voiculescu și Ilie Petrescu.
Biserica „Adormirea Maicii Domnului”, din Glâmbocu a fost ridicată de către Radu Drăguțuoiu și Radu Dascălu. Construcția a suferit modificări în anul 1869, când i s-a adăugat un pridvor, care ulterior a fost prevăzut cu o turlă patrulateră din lemn. Lăcașul de cult are la bază un plan dreptunghiular, cu absidă poligonală decroșată, pronaosul fiind poligonal.  Pictura murală aparține zugravului Panteleimon, iar pictura pridvorului, a fost pictată în anul 1869 de către zugravii  Apostu din Pitești și Nicolae din Mioveni.
Biserica „Sfinții Arhangheli Mihail și Gavriil”  Rotărești (1904-1913) a fost ctitorită de preoții P. Godescu, I. Sterioiu, Radu Brătianu, C. Brătianu, Hagi Tudorache Lerescu, Al A. Budișteanu și C. Cristescu. În anul 1969 s-a intervenit asupra lăcașului de cult prin repararea acoperișului. Pictura murală a bisericii a fost refăcută în anul 1953 de către Theodor Petrescu.
Situat pe marginea drumului care duce spre Curtea de Argeș, in preajma bisericii din localitate se găsește Monumentul eroilor din Primul Război Mondial, având următoarea inscripție: „Comuna Bascovele, recunoscătoare vrednicilor săi fii care și-au jertfit viața pentru întregirea neamului în campania 1916-1918, a ridicat acest monument ca un prinos de veșnică recunoștință și ca pildă pentru generațiile viitoare”. Lângă monumentul amintit anterior, se găsește o cruce monument, care a fost dedicată sublocotenentului Badea M. Ioan, erou în Al Doilea Război Mondial, purtând următoarea inscripție: „Cu resemnarea ce rămâne când pierzi ce ai mai scump, Polina și Marin B. Ion, ridicăm acest monument pentru pioasa amintire a fiului nostru, sublocotenentul Badea M. Ioan, în etate de 23 de ani, căzut la datorie în ziua de 12 octombrie 1944 pentru dezrobirea Ardealului. Te-ai dus dintre noi pentru a face istoria Țării tale, căreia i-ai dat cu generozitate tinerețea și viața ta. Dormi în cinste!”
În rest, singurul obiectiv din comună inclus în lista monumentelor istorice din județul Argeș ca monument de interes local, clasificat tot ca monument de arhitectură, este gara Bascov (1880), care a fost proiectată de inginerul constructor, Elie Radu (1853-1931) și definitivată în toamna anului 1899, după ce a avut loc inaugurarea căii ferate Pitești-Curtea de Argeș. Construcția este prevăzută cu două niveluri, având la bază un  plan dreptunghiular.

## Personalități locale
- Constantin Brătianu (1844-1910) - istoric, geograf, a scis „Marele Dicționar Geografic al României”, „Însemnătatea hartei țerii pentru istoria patriei și neamului” (1905), „Însemnătatea istoriei naționale din punctul de vedere militar” (1905).

- Virgil Calotescu (1925-1990) - regizor, cineast și realizator al unor pelicule cu subiecte istorice, precum: „Pe urmele lui 1907” (1957), „Imagini potrivite despre Tudor Arghezi” (1960) , „Eroii nu mor niciodată” (1970), „Transfăgărășanul” (1975).

- Pandele Olteanu (1908-1995) - profesor universitar, doctor docent în filologie (1965). Dintre operele sale, amintim: „Cultura română și slavismul” (1947), „Limba povestirilor slave despre Vlad Țepeș” (1961), „Sintaxa și stilul paleoslavei și slavonei” (1974), „Slava veche și slavona românească” (1975), „Izvoare mitologice-folclorice și apocrife în vechile monumente canonico-juridice” (1989).

- Gheorghe Pantelie (1941- 2008) - artist plastic, membru al Uniunii artiștilor plastici din România, profesor de desen, multe din tablourile sale fiind expuse în muzee și colecții din Franța, Germania, Grecia, Italia.
- Alexandru Șerban (1909- ?)- poet, redactor al revistei avangardiste „Așa”, precum și colaborator la: „Glasul Armatei”, „Orizont”, „Vraja”. Opera sa cuprinde: „Poeme pentru obidiți”(1946) și „Rănile armoniei” (1970).
- Aurelia Barco, Eugen Nedelcu- „Județul Argeș”, București, Editura Academiei Române, 1974.
- Petre Godeanu (1885 - 1971) - preot în cadrul bisericii de lemn Bascov, în anul 1904 devine ctitor al Bisericii Rotărești. Din opera sa amintim lucrările: „Treizeci de zile în Banat” (1911), „Apostolii neamului”, „Fărâme din istoria misionarismului argeșean” (1929).[21]